# آلفين ك. بوش
آلفين ك. بوش (بالإنجليزية: Alvin C. Bush)‏ هو سياسي أمريكي، ولد في 22 يناير 1924 في الولايات المتحدة، وتوفي في 8 فبراير 2017 في الولايات المتحدة. حزبياً، نشط في الحزب الجمهوري. وقد انتخب عضو مجلس نواب بنسيلفانيا.